# Wężyk (województwo mazowieckie)
Wężyk – wieś sołecka w Polsce położona w województwie mazowieckim, w powiecie grodziskim, w gminie Grodzisk Mazowiecki.
| SIMC    | Nazwa    | Rodzaj     |
| ------- | -------- | ---------- |
| 0002565 | Chawłowo | przysiółek |

W latach 1975–1998 miejscowość administracyjnie należała do województwa warszawskiego.
Na prywatnych posesjach 6 pomnikowych drzew: kasztanowiec zwyczajny (obw. 3,4 m), 4 lipy drobnolistne (obw. 2,4 - 3,5 m) i grab pospolity (obw. 1,7 m). Od strony południowej wieś przylega do rzeki Wężyk, która przebiega w malowniczym wąwozie. Na wschodnim odcinku przebiegu strugi znajduje się żelbetowy przepust z końca lat 30. XX wieku, pochodzący z budowy odnogi kolejki EKD (ob. WKD) mającej przebiegać z Komorowa poprzez Nadarzyn do Mszczonowa.